# Hylaea conjuncta
Hylaea conjuncta är en fjärilsart som beskrevs av Pokorny 1918. Hylaea conjuncta ingår i släktet Hylaea och familjen mätare. Inga underarter finns listade i Catalogue of Life.